# Thomas Burnet

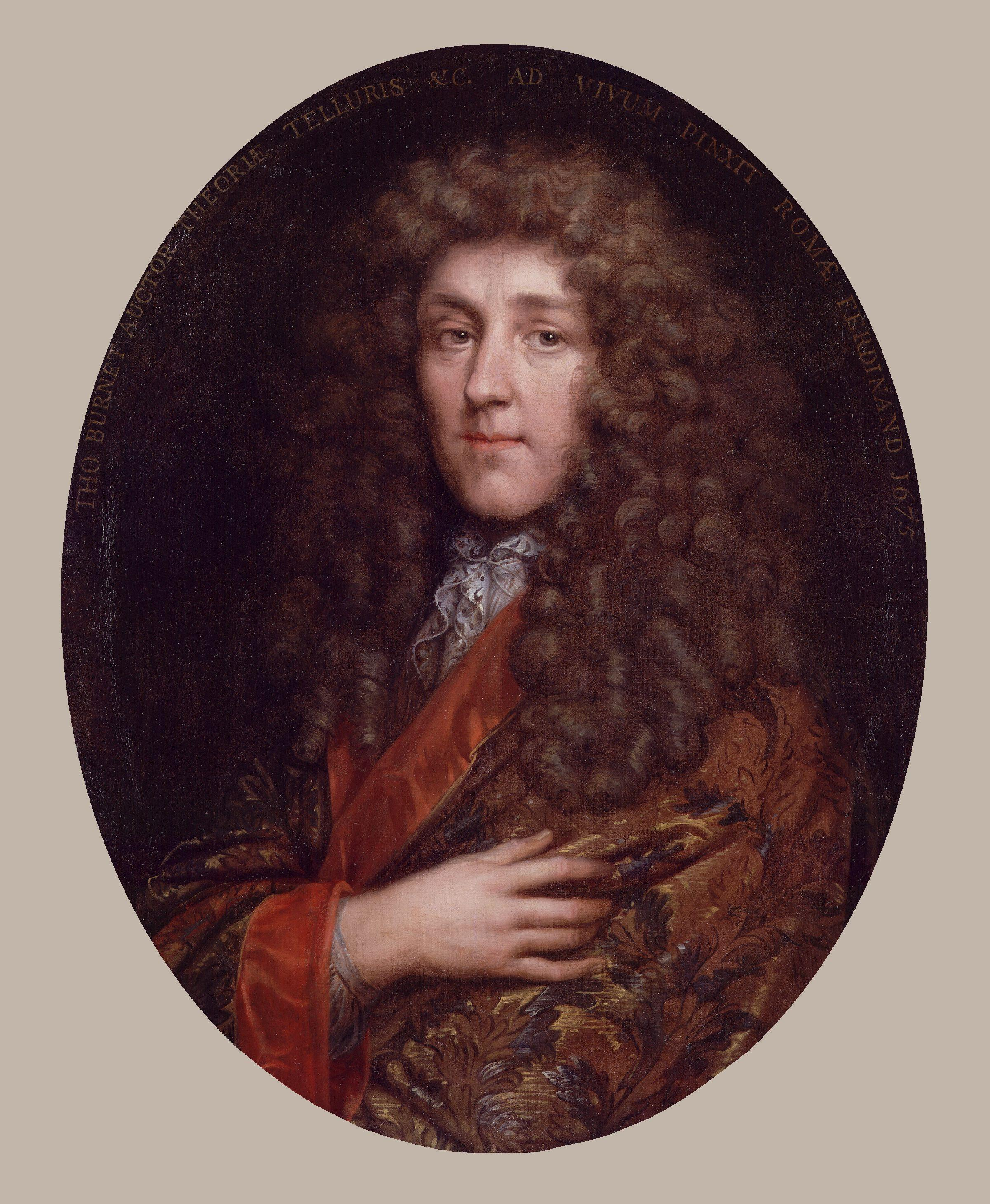
Thomas Burnet

Thomas Burnet, (¿1635?-27 de septiembre de 1715) fue un escritor inglés conocido por sus escritos sobre teología y cosmogonía. Nacido en Croft cerca de Darlington, estudió en la Northallerton Grammar School, y después fue a Clare Hall, Cambridge en 1651. Fue discípulo de John Tillotson. Con posterioridad fue alumno del Christ's College de la Universidad de Cambridge, donde obtuvo su graduación. Empleado con Lord Wiltshire, y como tutor de Lord Ossory, nieto de James Butler, primer Duque de Ormonde, logró un importante nombramiento en la Charterhouse School. Opuesto a Jacobo II, tras la Revolución Gloriosa, fue capellán ordinario de Guillermo III. Murió en 1715, tras haber mantenido su trabajo y residencia en Charterhouse School. Allí fue inhumado.

## Pensamiento

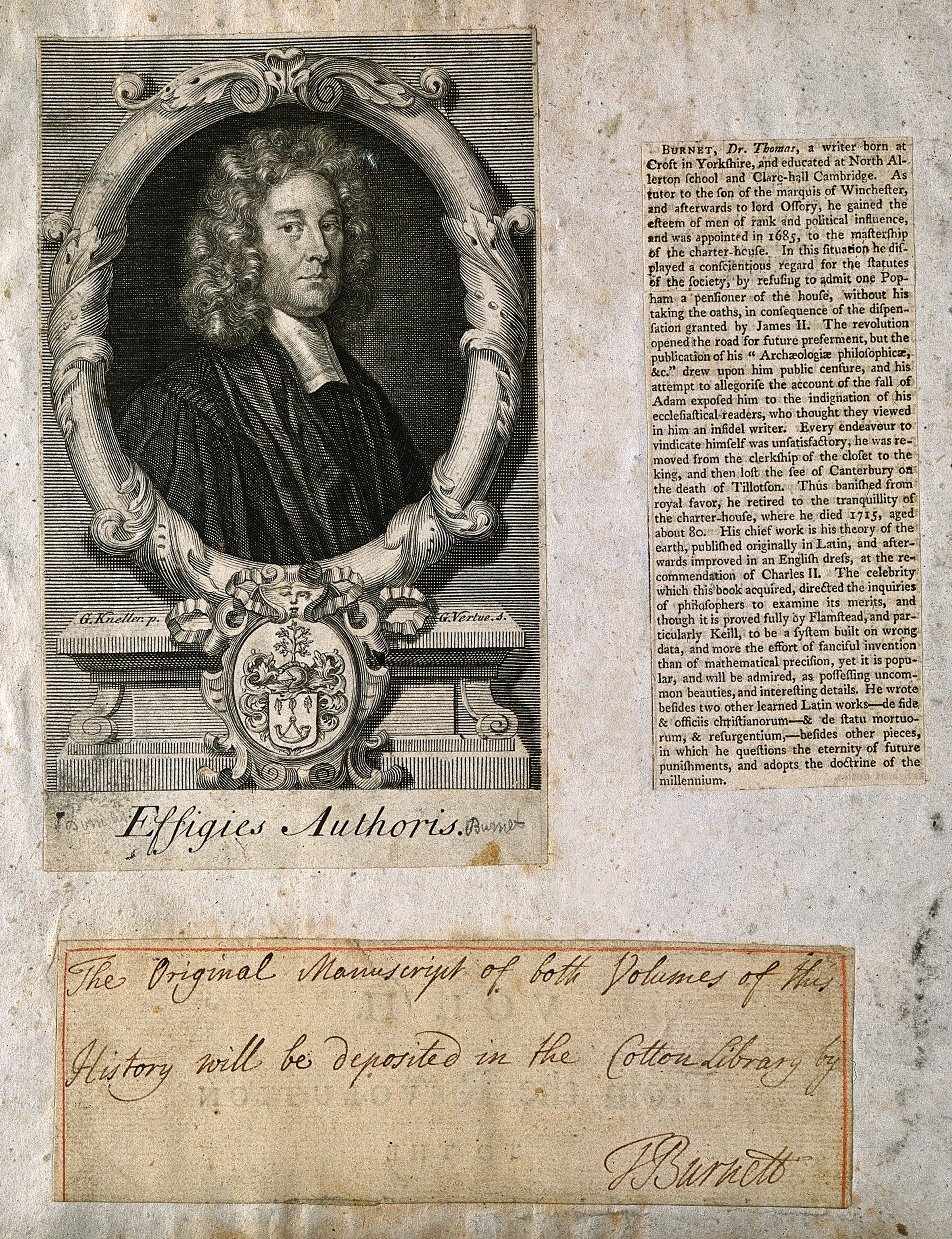
Burnet

En su ensayo Telluris Theoria Sacra («Teoría sagrada de la Tierra: 1680, 1689) expuso teorías geológicas de corte diluviano. Trató de conciliar el relato de la creación del mundo en siete días con los registros históricos de la Tierra. Además, describió la Tierra como una concha o huevo gigantesco, desde cuyo interior fluyeron las aguas del diluvio cuando Dios rompió la cáscara, cuyos restos habrían formado las montañas al fragmentarse. Su teoría fue criticada por John Keill, William Whiston y Erasmus Warren, aunque el poeta Joseph Addison le dedicó elogios.
Cayó en desgracia a raíz de la publicación de Archaeologiae Philosophicae: sive Doctrina antiqua de Rerum Originibus, donde trata el relato mosaico de la caída del hombre de forma alegórica. Esto generó indignación e hizo que fuera desposeído de sus cargos reales. En su obra póstuma De Statu Mortuorum et Resurgentium Tractatus («Tratado sobre el estado de los muertos y la resurrección», 1723) sostuvo las doctrinas del estado intermedio del alma, el milenarismo y la duración limitada de los castigos futuros.

## Obras
Son sus principales obras: 

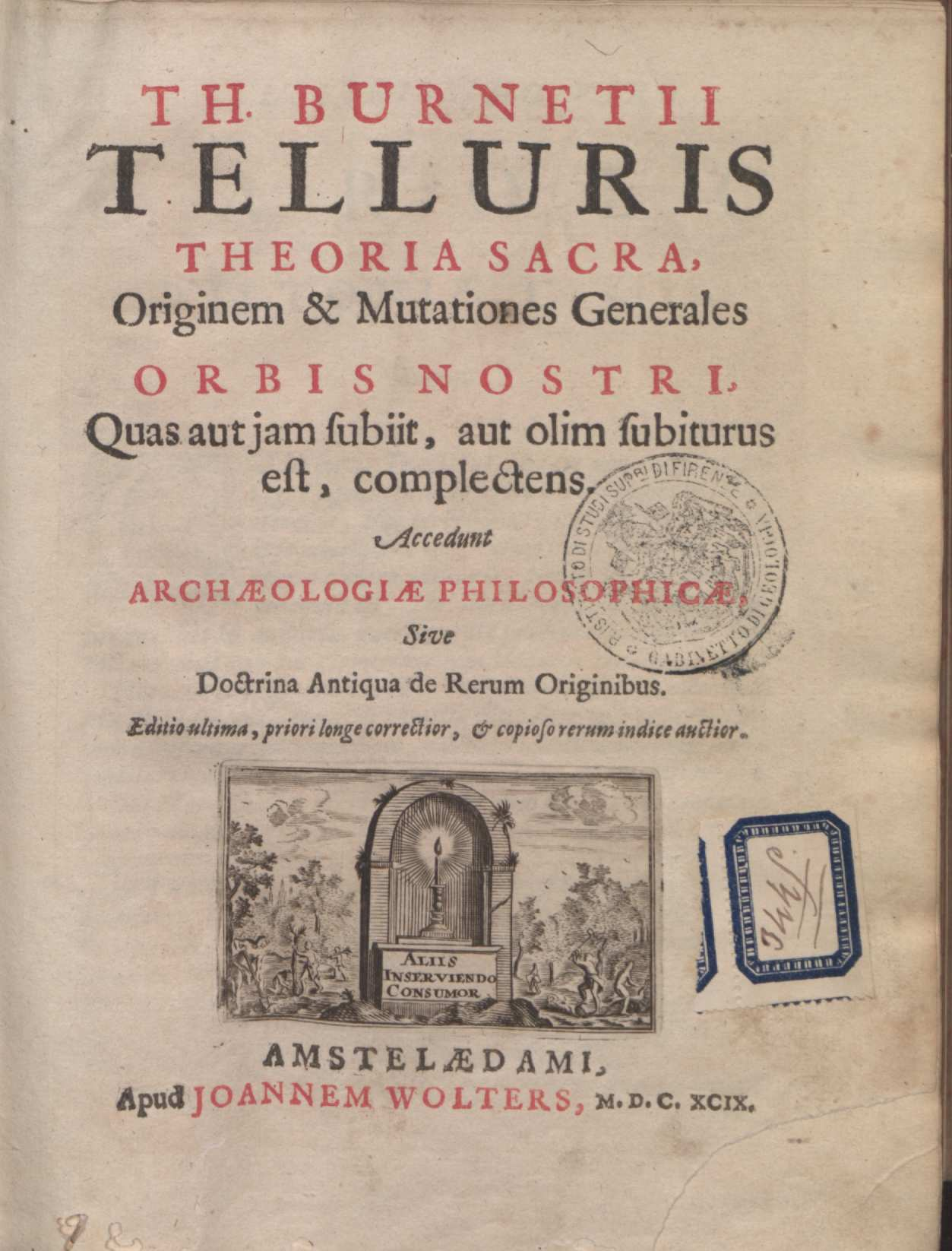
Telluris theoria sacra, 1699

- Sacred Theory of the Earth, cuya primera parte fue publicada en latín en 1681, y traducida al inglés en 1684. La segunda, también escrita en latín apareció en 1689 (traducción inglesa en 1690).

- The Ancient Doctrine Concerning the Origin of Things, de 1692, fue rechazada por otros teólogos, por su aproximación racionalista a los eventos narrados por la Biblia.

- On the State of the Dead and of the Resurrection, obra controvertida sobre el alma y su futuro tras la muerte.